# Parti démocrate français
Pour les articles homonymes, voir Parti démocrate et PDF (homonymie).
Le Parti démocrate ou Parti démocrate français (PDF) est un ancien parti politique français. Créé en juin 1982 par Guy Gennesseaux,, ancien secrétaire national du Mouvement des radicaux de gauche et maire adjoint de Paris avec d'autres proches de l'ancien président du MRG Robert Fabre, il fusionne en 1985 avec le Parti républicain.

## Positionnement
Hostile à l'union de la gauche, le PDF était plus libéral que le MRG. Il a compté de nombreux élus locaux. 
Il se rapproche en 1985 du Parti libéral fondé par Serge Dassault en vue de constituer un Rassemblement libéral-démocrate, puis intègre en 1986 le Parti républicain (membre de l'UDF, devenu Démocratie libérale) dont il devient l'une des tendances. Il présente encore des candidats aux législatives de 1988 (il s'est alors rapproché du RPR).

## Mise en sommeil
Le président du PDF, Guy Gennesseaux, devenu par la suite président du Fonds social de coopération européenne (FSCE), fut mis en cause dans l'affaire du financement occulte du PR.
Le 28 avril 2007, le président du PDF, tout en précisant que son « parti est en sommeil », émet des réserves quant à l'utilisation du nom « Parti démocrate »[Lesquelles ?] pour la nouvelle formation politique annoncée par François Bayrou le 25 avril 2007, qui deviendra finalement le Mouvement démocrate.